# Semiothisa breviusculata
Semiothisa breviusculata är en fjärilsart som beskrevs av Walker 1862. Semiothisa breviusculata ingår i släktet Semiothisa och familjen mätare. Inga underarter finns listade i Catalogue of Life.